# Парыжиха
Парыжиха — деревня в Ореховском сельском поселении Мошенского района Новгородской области. До 12 апреля 2010 года входила в состав Дубишкинского сельского поселения.
Расположена на юге района недалеко от административной границы с Тверской областью.
Ближайшие населённые пункты: деревни Жерновки, Павлицево, Высокое, а также упразднённые в 2012 году населённые пункты Ореховка, Смоляны.

## Население
| 2010 |
| ---- |
| 0    |

### Топографические карты
- Лист карты O-36-71 Ореховно. Масштаб: 1 : 100 000. Состояние местности на 1982 год. Издание 1986 г.
- Лист карты O-36-XVIII Пестово. Масштаб: 1 : 200 000. Состояние местности на 1982 год. Издание 1988 г.